# Șevcenkove, Polohî
Șevcenkove (în ucraineană Шевченкове) este un sat în comuna Tarasivka din raionul Polohî, regiunea Zaporijjea, Ucraina.

## Demografie
Componența lingvistică a localității Șevcenkove
     Ucraineană (96,2%)
     Rusă (3,39%)
Conform recensământului din 2001, majoritatea populației localității Șevcenkove era vorbitoare de ucraineană (96,2%), existând în minoritate și vorbitori de rusă (3,39%).